# 德貝納姆群島
68°08′S 67°07′W / 68.133°S 67.117°W
德貝納姆群島（英語：Debenham Islands）是南極洲的群島，位於米勒蘭島和葛拉漢地西岸之間，群島上無人居住，由英國探險隊發現和命名，現時受南極條約體系管理。